# Улоф I Бйорнссон
Улоф I Бйорнссон (Olof) — легендарний конунґ Свеаланда 845—854/855 років. Син конунґа Бйорна II Ерікссона.
Вирішив зміцнити свою репутацію і зробити те, що не вдалося данцям — привести куршів до покори. З великим військом він висадився в Курляндії і осадив Зеєбург (сучасне місто Гробиня близько Лієпаї). Незважаючи на те, що в місті було близько 7 тис. вояків, свеї захопили його, розграбували і спалили. Через кілька днів свеї напали на місто Апутра (можливо, сучасне м. Пілтене), що мало 15 тис. захисників. Протягом 8 днів вояки Улофа I намагалися взяти місто штурмом, але марно. Відповідно до легенди, свеї, серед яких було досить християн, звернулися до Бога за порадою і після цього вирішили продовжити облогу. Злякавшись рішучості свеїв, курши поступилися. Вони віддали свеям все, що раніше відняли у данів, сплатили кожному вікінгові по 0,5 фунта срібла і погодилися надалі знову виплачувати данину Свеаріке. Як гарантії свеї взяли в заручники 30 осіб.
854 року католицький місіонер Святий Ансґар здійснив свою другу місію Німеччини до шведського міста Бірка.